# Килново
Ки́лново (болг. Кълново) — село в Шуменській області Болгарії. Входить до складу общини Смядово.

## Населення
За даними перепису населення 2011 року у селі проживала 161 особа, з них 158 осіб (98,8%) — болгари.
Розподіл населення за віком у 2011 році:
Динаміка населення: